# Honda Concerto
Honda Concerto – samochód osobowy klasy kompaktowej produkowany w Anglii oraz Japonii przez brytyjski oddział japońskiego producenta Honda we współpracy z Roverem - własnością Hondy; w latach 1988 - 1994. Nazwa samochodu pochodzi od włoskiego słowa koncert. 

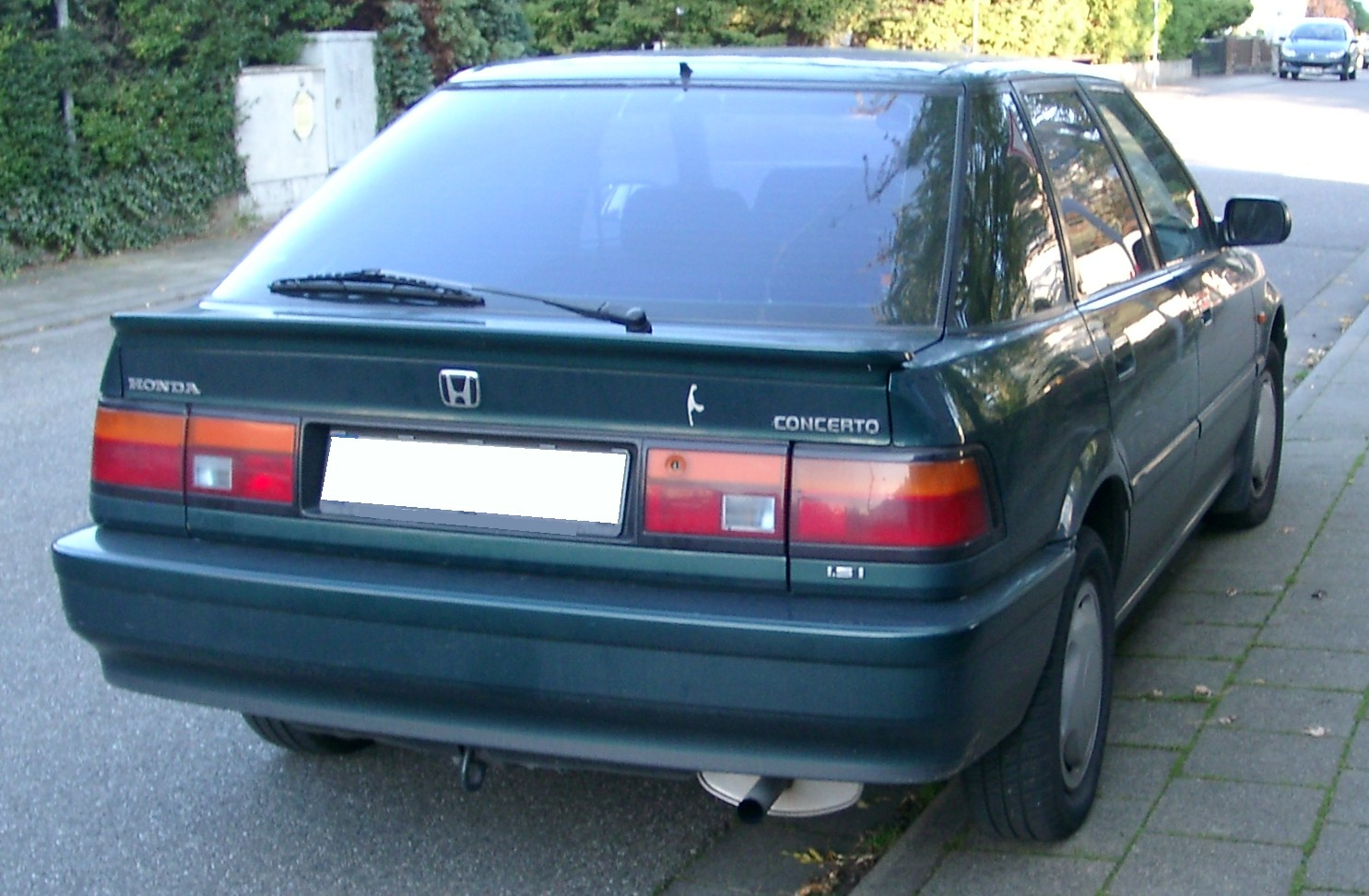
Tył wersji liftback

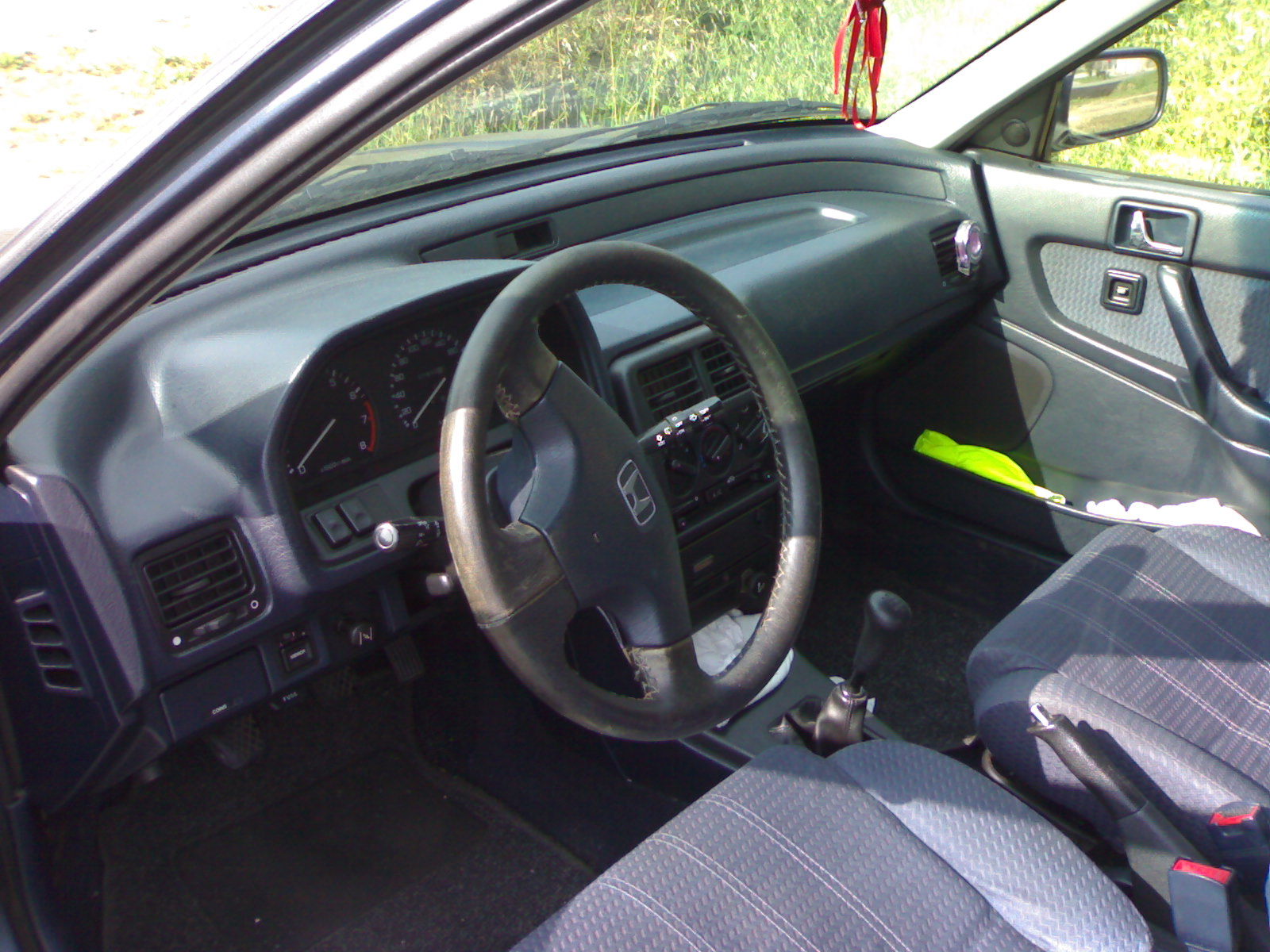
Wnętrze

## Historia i opis modelu
Auto tak jak poprzednicy Honda Ballade (sedan) oraz Honda Quint (liftback) dzieli płytę podłogową z samochodami Rovera - serii 200 oraz serii 400. Sprzedawany w dwóch wersjach nadwoziowych. W Europie dostępny jedynie jako liftback. Wersje przeznaczone na rynek japoński w opcji dodatkowej można było nabyć w wersji z napędem na cztery koła. Pomiędzy wersją angielską a japońską różnicą było zawieszenie. Brytyjskie auta posiadały Kolumny MacPhersona, a japońskie podwójne wahacze poprzeczne. Na rynku japońskim pojazd dostępny był także z napędem AWD.
Zakończenie produkcji Hondy Concerto wiązało się z przejęciem przez koncern BMW brytyjskiego Rovera. 

### Silniki
Do napędu Hondy zastosowano trzy silniki benzynowe o pojemności od 1,4 do 1,6 litra oraz jednostkę wysokoprężną o pojemności 1,8 l. Auto rozpędza się do 100 km/h w ciągu 12,6 s, a prędkość maksymalna wynosi 170 km/h. Najlepsze osiągi zapewnia silnik o pojemności 1,6 l, wykonany ze stopów lekkich produkowana o mocach od 106 do 130 KM. W pierwszym przypadku do 100 km/h samochód przyspiesza w ciągu 11,1 s. Prędkość maksymalna wynosi 190 km/h. W mocniejszym silniku zastosowano dwa wałki rozrządu w głowicy. Dlatego też przyspieszenie auta do 100 km/h wynosi 10,5 s, a prędkość maksymalna zbliża się do 200 km/h.
| Wersja               | Silnik:                         | Układ zasilania: | Moc maksymalna:                     | Maks. moment obrotowy      | 0-100 km/h:     | V-max:          | Śr. zuż. paliwa na 100 km: |                 |
| Rynek japoński:      | Rynek japoński:                 | Rynek japoński:  | Rynek japoński:                     | Rynek japoński:            | Rynek japoński: | Rynek japoński: | Rynek japoński:            | Rynek japoński: |
| -------------------- | ------------------------------- | ---------------- | ----------------------------------- | -------------------------- | --------------- | --------------- | -------------------------- | --------------- |
| 1.5                  | R4 Honda D15B 1,5 l (1493 cm³)  | gaźnik           | 91 KM (67 kW) przy 6000 obr./min    | 119 N•m przy 4000 obr./min | b.d             | b.d             | b.d                        |                 |
| 1.6                  | R4 Honda ZC 1,6 l (1590 cm³)    | dwa gaźniki      | 105 KM (77 kW) przy 6500 obr./min   | 135 N•m przy 4500 obr./min | b.d             | b.d             | b.d                        |                 |
| 1.6i                 | R4 Honda ZC 1,6 l (1590 cm³)    | wtrysk paliwa    | 120 KM (88 kW) przy 6300 obr./min   | 142 N•m przy 5500 obr./min | b.d             | b.d             | b.d                        |                 |
| 1.6 Si               | R4 Honda ZC 1,6 l (1590 cm³)    | wtrysk paliwa    | 130 KM (92,5 kW) przy 6800 obr./min | 144 N•m przy 5700 obr./min | b.d             | b.d             | b.d                        |                 |
| Rynek europejski:    |                                 |                  |                                     |                            |                 |                 |                            |                 |
| 1.4                  | R4 Honda D14A 1,4 l (1396 cm³)  | dwa gaźniki      | 88 KM (65 kW) przy 6300 obr./min    | 112 N•m przy 4500 obr./min | b.d             | 172 km/h        | 7,7 l                      |                 |
| 1.5i                 | R4 Honda D15B2 1,5 l (1493 cm³) | monowtrysk       | 90 KM (66 kW) przy 6000 obr./min    | 119 N•m przy 4500 obr./min | 12 s            | 172 km/h        | 7,9 l                      |                 |
| 1.6                  | R4 Honda ZC 1,6 l (1590 cm³)    | dwa gaźniki      | 106 KM (78 kW) przy 6300 obr./min   | 133 N•m przy 4500 obr./min | 10,5 s          | 180 km/h        | 8,3 l                      |                 |
| 1.6i katalizator     | R4 Honda D16Z2 1,6 l (1590 cm³) | wtrysk           | 112 KM (82 kW) przy 6300 obr./min   | 137 N•m przy 5200 obr./min | 10,2 s          | 190 km/h        | 8,7 l                      |                 |
| 1.6i-16v katalizator | R4 Honda D16A8 1,6 l (1590 cm³) | wtrysk           | 122 KM (90 kW) przy 6800 obr./min   | 141 N•m przy 5700 obr./min | 9,3 s           | 195 km/h        | 8,3 l                      |                 |
| 1.6i-16v             | R4 Honda D16A9 1,6 l (1590 cm³) | wtrysk           | 131 KM (96 kW) przy 6800 obr./min   | 143 N•m przy 5700 obr./min | 10 s            | 190 km/h        | 8,4 l                      |                 |